# محمد صالح أبو زنادة
محمد صالح أبو زنادة، من مواليد جدة. يعتبر أحد أبرز التجار في السعودية وكان له بصمة في العمل الخيري، كما تولى بعض المناصب في الدولة.

## نشأته
ولد الشيخ محمد صالح أبو زنادة  في جدة عام 1314هـ، تلقى تعليمه في مكتب صادق الذي يعتبر أول حلقة للانتقال من تعليم الكتّاب إلى التعليم النظامي.

## أعماله
- عمل الشيخ صالح في بدايات شبابه كاتبًا للحسابات في بيت آل عاشور التجاري.
- عمل في بيت الشيخ إبراهيم الفضل التجاري في جدة وانتدب إلى بيت الشيخ التجاري الآخر الواقع في بومباي.
- عُين مديرًا لأول شركة سيارت في السعودية (الشركة السعودية للسيارات) .
- اشتغل في التجارة الحرة لحسابه الخاص  وكان يستورد بعض المواد الغذائية.
- بعد توقف نشاط (الشركة السعودية للسيارات) أنشأ أبوزنادة شركة خاصة بالسيارات سماها (قاصد كريم).
- عضو في نقابة السيارات الأولى في جدة.
- عمل مديرًا لـ (الشركة العربية للسيارات) في جدة، وذلك بعد توحيد جميع شركات السيارات في شركة واحدة، كما تم اختياره في عضوية مجلس إدارة الشركة لسنوات طويلة.
- عضو المجلس الإداري لمدينة جدة.
- رئيس المجلس البلدي في جدة.
- تولى رئاسة بلدية جدة بالوكالة عن الشيخ محمد الهزازي.[2]

## مستشفى أبو زنادة
افتتح محمد صالح مستشفى أبو زنادة الخاص، وكان هذا المستشفى من أوائل المستشفيات التي افتتحت في جدة وتحديدًا عام 1370هـ ولكنه لم يستمر طويلاً؛ بسبب وقوع اختلاف حول إدارة المستشفى بين أبوزنادة وبعض شركائه، وبعد أربع سنوات تحول المستشفى إلى فندق وسمي بفندق (الحرمين) وهو أول فندق افتتح على الطراز المعماري الحديث في جدة والذي افتتحه حسين العطاس.

## صندوق البر
يعتبر هذا المشروع من المشروعات الخيرية التي كفلت مجموعة من الفقراء والمحتاجين، وكان أبوزنادة من المؤسسين لهذا المشروعن كما تولى رئاسته منذ افتتاحه حتى وفاته، وقد قامت فكرة الصندوق على " دعوة القادرين للاشتراك في هذا الصندوق بمبالغ سنوية أو شهرية يتم توزيعها على العائلات الكريمة التي فقدت عائلها وأصبحت في حاجة"، ويقدم لهم الصندوق رواتب شهرية محددة.

## وفاته
توفي في عام 1387هـ في مدينة جدة في حي الشرفية بعد أن أدى صلاة الفجر في مسجده الذي أنشأه بجوار منزله.